# Jerlan Qoschanow

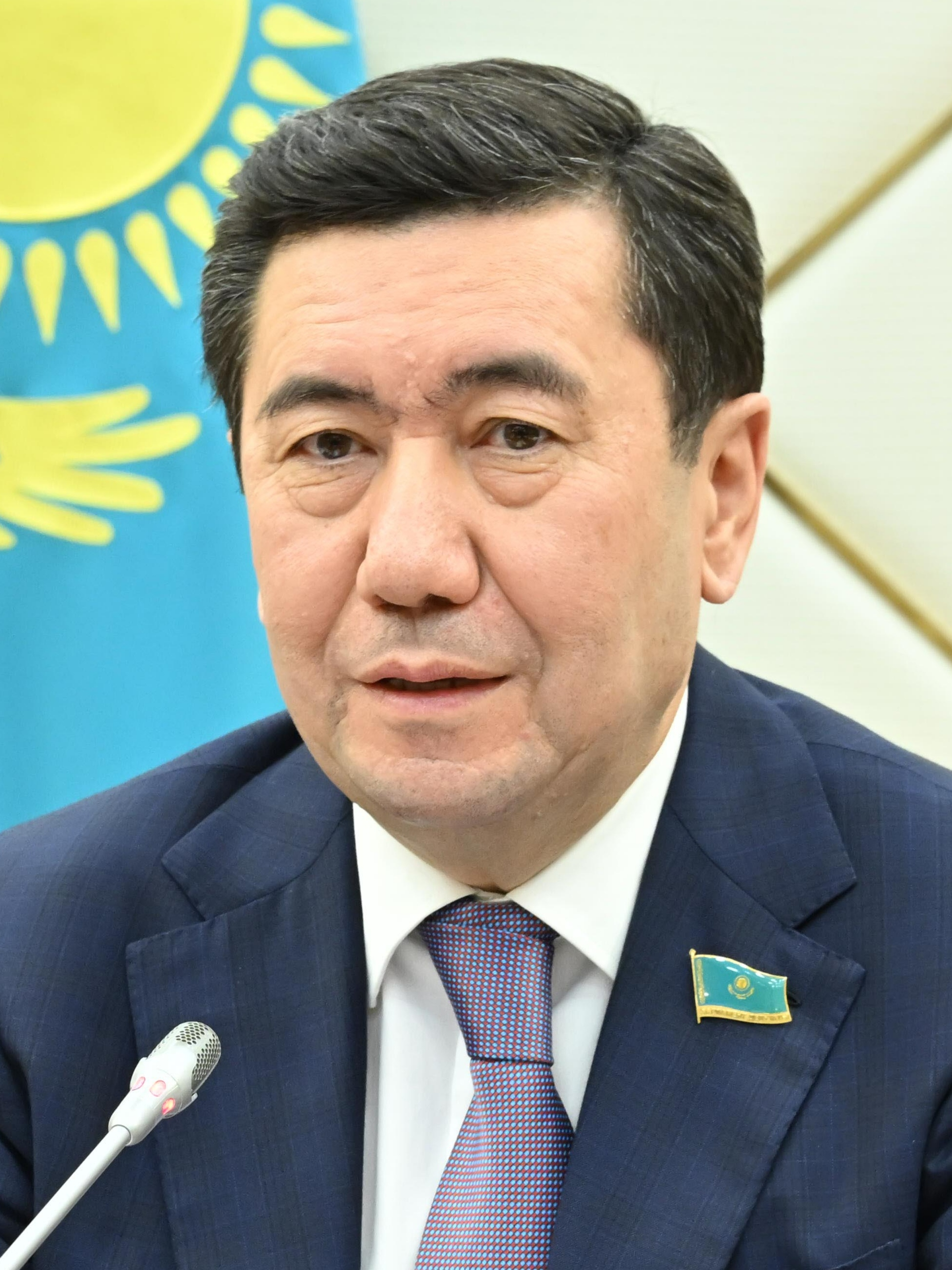
Jerlan Qoschanow (2022)

Jerlan Schaqanuly Qoschanow (kasachisch Ерлан Жақанұлы Қошанов Erlan Jaqanūly Qoşanov, russisch Ерлан Жаканович Кошанов; * 14. August 1962 in Aqsu-Ajuly, Kasachische SSR) ist ein kasachischer Politiker (Amanat). Er ist seit dem 1. Februar 2022 Präsident der Mäschilis und seit dem 16. April desselben Jahres Vorsitzender seiner Partei.

## Leben
Jerlan Qoschanow wurde in Aqsu-Ajuly im Kreis Schet im heutigen Gebiet Qaraghandy geboren und schloss 1984 ein Studium an der Polytechnischen Universität in Karaganda mit einem Diplom in Maschinenbau ab. Es folgte ein Abschluss an der Akademie für Außenhandel der Sowjetunion 1991 und 1999 erlangte er ein Diplom in Wirtschaft an der kasachischen Akademie für Management. Anschließend arbeitete er als Vorarbeiter bei Scheskasganzwetmet (Жезказганцветме) in Schesqasghan.
Ab 1988 engagierte er sich in der kommunistischen Jugendorganisation in Schesqasghan. Zwischen 1999 und 1995 arbeitete Qoschanow für das Komitee für Außenwirtschaftsbeziehungen in Schesqasghan. Anschließend hatte er vier Jahre lang einen Sitz im kasachischen Senat inne. Von Oktober 2001 bis Juni 2003 leitete er die Verwaltung des Premierministers von Kasachstan und von 2003 bis 2006 bekleidete er den Posten des stellvertretenden Ministers für Verkehr und Kommunikation. Danach war Qoschanow Vorsitzender des Komitees für Zivilluftfahrt in selbigem Ministerium, bevor er erneut der Verwaltung des Premierministers tätig war. Seit dem 14. März 2017 war er Äkim des Gebietes Qaraghandy. Im April wurde er auch zum regionalen Vorsitzenden der Partei Nur Otan gewählt.
Seit dem 18. September 2019 war Qoschanow Leiter der kasachischen Präsidialverwaltung unter dem neuen Präsidenten Qassym-Schomart Toqajew. Nach den Unruhen in Kasachstan im Januar 2022 trat er zunächst das durch den Rücktritt des Parlamentspräsidenten Nurlan Nyghmatulin freigewordene Mandat als Abgeordneter in der Mäschilis an. Auf einer Sitzung wurde er am 1. Februar einstimmig zum Nachfolger Nigmatullins gewählt. Nachdem Toqajew politische Reformen im Land angekündigt hatte, trat dieser am 26. April als Parteivorsitzender von Amanat zurück und schlug Qoschanow als seinen Nachfolger vor. Noch am selben Tag wurde er auf einem Parteitag zum neuen Parteivorsitzenden gewählt.